# پروهن
پروهن (به آلمانی: Prohn) یک شهر در آلمان است که در فرپومرن-روگن واقع شده‌است. پروهن ۱٬۹۷۱ نفر جمعیت دارد.